# Legista
O legista ou médico-legista é o profissional da área da medicina legal, que realiza autópsia para investigar a causa da morte das pessoas, principalmente quando esta ocorre em circunstâncias não naturais, como em decorrência de acidentes ou assassinatos, tendo também importante atuação em descobertas arqueológicas. 
Era na Idade Média o nome dado aos juristas das leis do Desembargo Régio. 